# Petaurus biacensis
Petaurus biacensis là một loài động vật có vú trong họ Petauridae, bộ Hai răng cửa. Loài này được Ulmer mô tả năm 1940.

## Hình ảnh

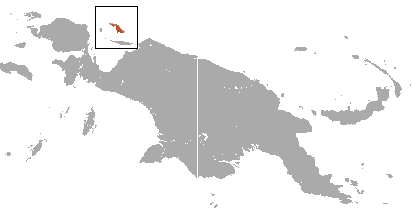